# Desa Margalaksana (administrativ by i Indonesien, lat -7,40, long 108,17)
Desa Margalaksana är en administrativ by i Indonesien.   Den ligger i provinsen Jawa Barat, i den västra delen av landet, 200 km sydost om huvudstaden Jakarta.